# 인사이트 아시아 - 유교, 2500년의 여행
《인사이트 아시아 - 유교, 2500년의 여행》(이하 《유교, 2500년의 여행》)
은 한국방송에서 계획한 동아시아 문화에 대한 다큐 제작 타이틀인 인사이트 아시아의 첫 번째 다큐멘터리이다. 2007년 5월 26일부터 2007년 6월 3일까지 방송하였으며, 약 1년 반에 걸쳐 60억 원을 들여 제작과정을 거쳤다. 인(仁), 의(義), 예(禮), 지(知)의 4부작으로 구성되어 있다. 방송위원회로부터 7월의 좋은 프로그램으로 선정되었고, 유교의 현대적 가치를 조망한 수작으로 호평 받기도 하였다.